# Rhyscotoides silvestrii
Rhyscotoides silvestrii is een pissebed uit de familie Rhyscotidae. De wetenschappelijke naam van de soort is voor het eerst geldig gepubliceerd in 1950 door Alceste Arcangeli.